# Selecció de bàsquet de Rússia
La Selecció de bàsquet de Rússia (rus: национа́льная сбо́рная Росси́и по баскетболу) és l'equip format per jugadors de nacionalitat russa que representa la Federació Russa de Bàsquet en les competicions internacionals organitzades per la Federació Internacional de Bàsquet (FIBA) o el Comitè Olímpic Internacional (COI): els Jocs Olímpics, el Campionat del Món de bàsquet i l'Eurobasket. L'equip va néixer després de la dissolució de la Unió Soviètica, i per tant, és continuador de la selecció de bàsquet de la Unió Soviètica.

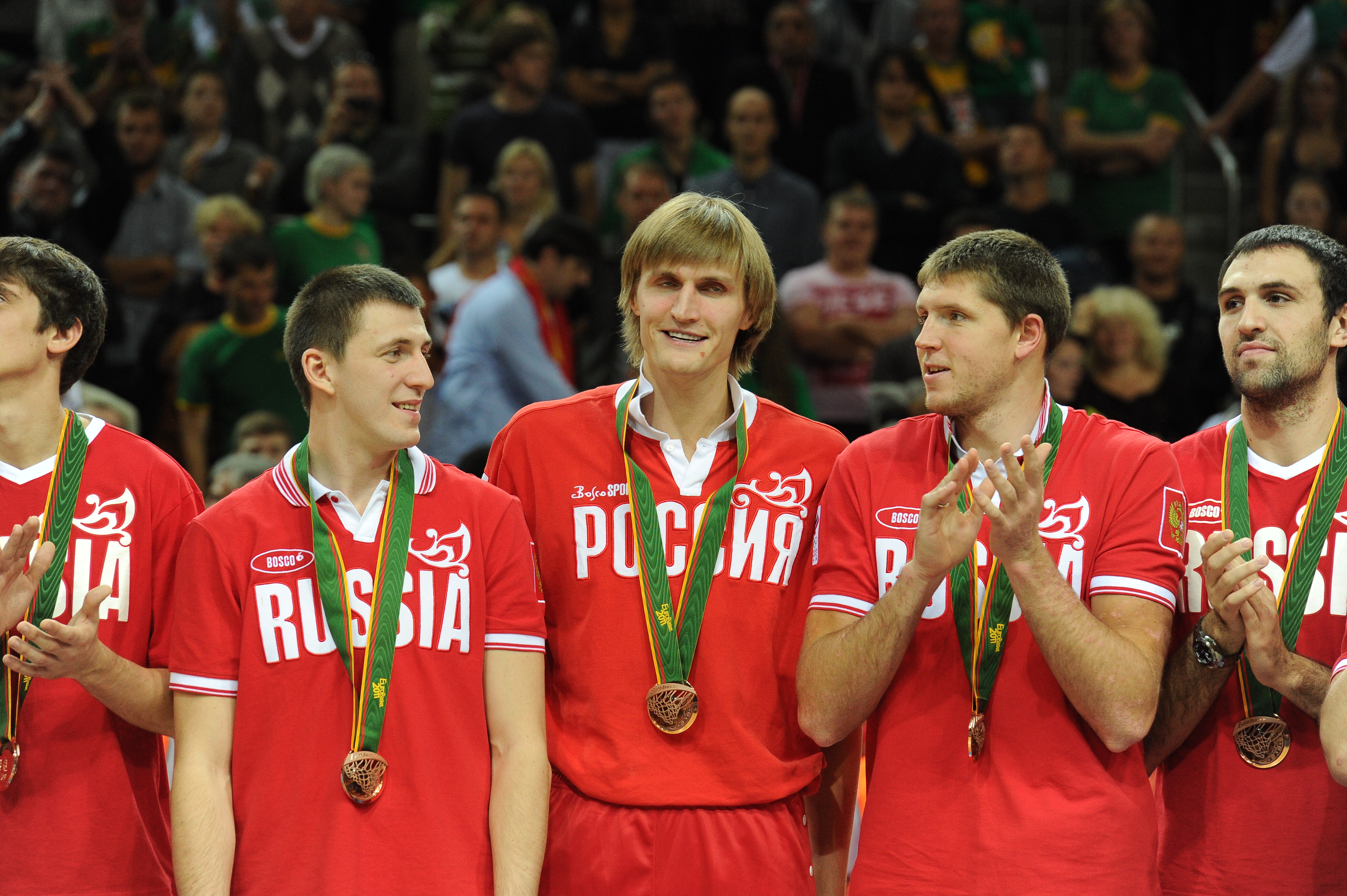
Rússia amb la medalla de bronze a l'EuroBasket 2011.

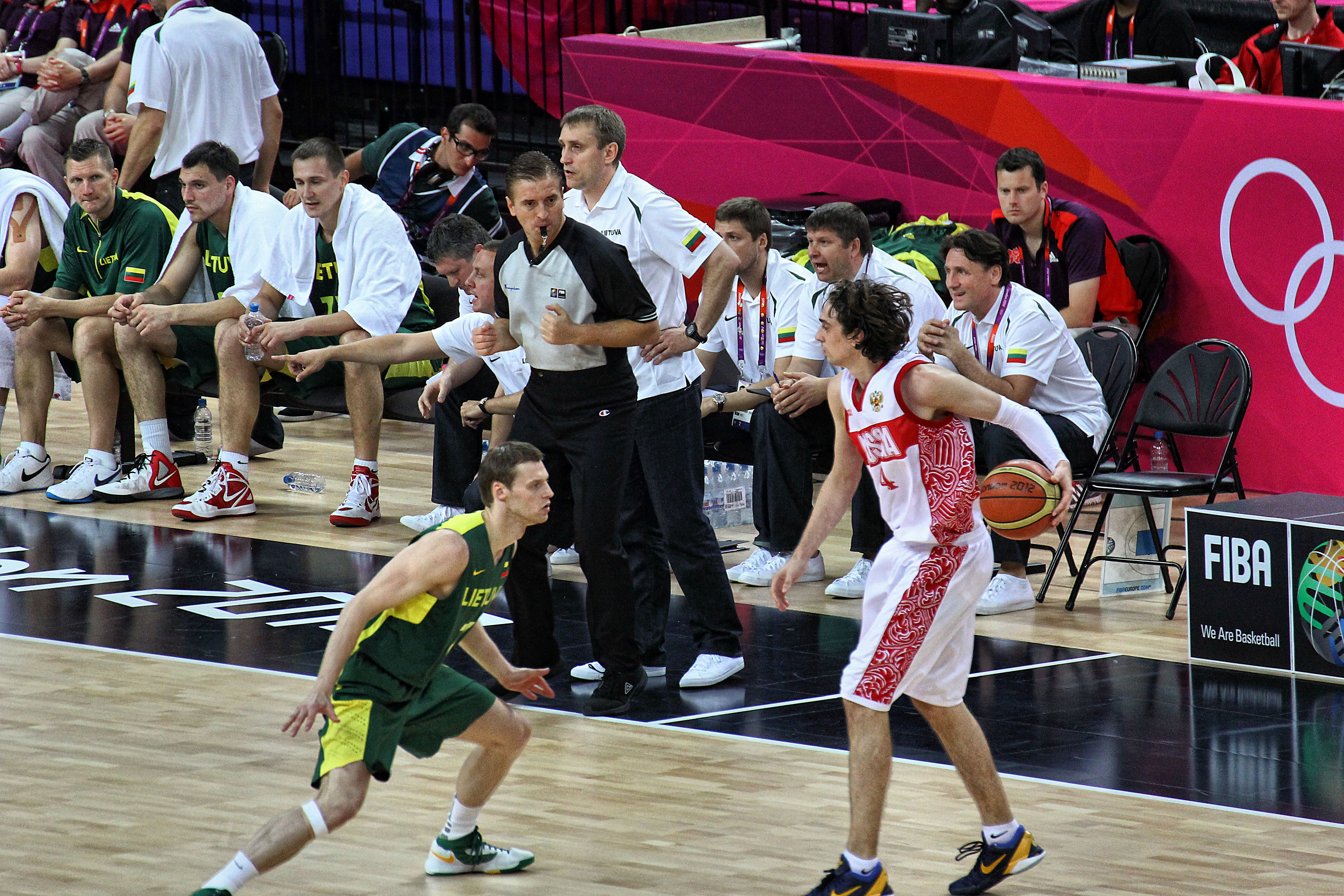
Lituània vs Rússia als Jocs Olímpics de 2012.

Entre els seus èxits més destacats cal destacar la medalla d'argent a l'Eurobasket de 1933 i dues medalles d'argent consecutives als Mundials de 1994 i 1998. Després de la Invasió russa d'Ucraïna del 2022, la FIBA prohibí els equips russos de participar en qualsevol competició internacional.

## Classificacions

### Jocs Olímpics
- 2000 - 8
- 2008 - 9
- 2012 -  3

### Campionats mundials
- 1994 -  2
- 1998 -  2
- 2002 - 10
- 2010 - 7
- 2019 - 12

### Campionats europeus

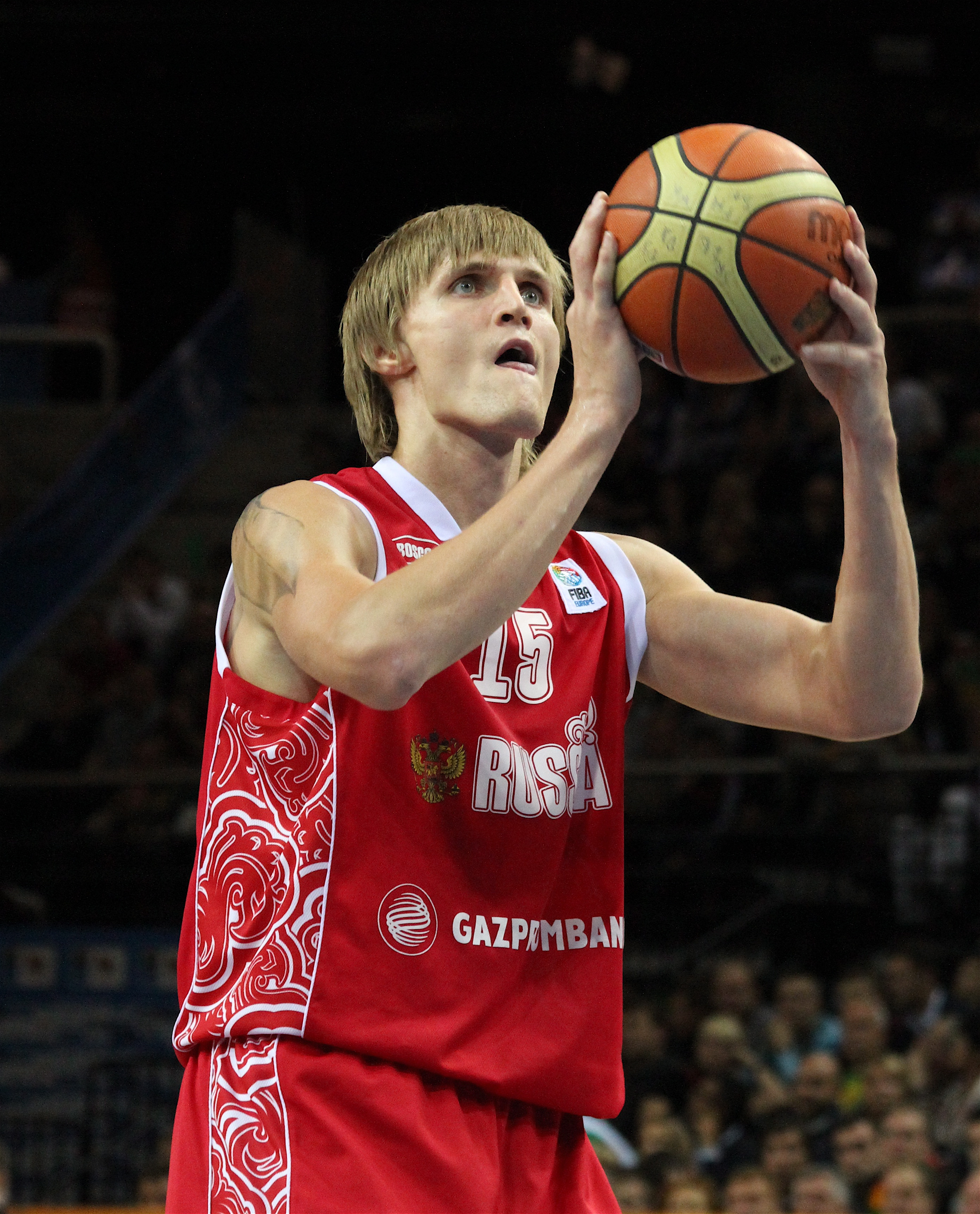
Andrei Kirilenko amb Rússia.

- 1993 -  2
- 1995 - 7
- 1997 -  3
- 1999 - 6
- 2001 - 5
- 2003 - 8
- 2005 - 8
- 2007 -  1
- 2009 - 7
- 2011 -  3
- 2013 - 21
- 2015 - 17
- 2017 - 4

## Jugadors destacats
- Sergei Panov: campió de l'Eurolliga 2006.
- Jon Robert Holden: campió de l'EuroBasket 2007.
- Andrei Kirilenko: jugador de l'NBA, campió i MVP de l'EuroBasket 2007 i jugador europeu de l'any de 2007.
- Victor Khryapa: campió de l'EuroBasket 2007, jugador de Portland Trail Blazers i Chicago Bulls.
- Sergei Bazarevich: jugador d'Atlanta Hawks, selecció FIBA Europa (1991, 1995), FIBA EuroStar (1996, 1997)
- Evgeni Kisurin: selecció FIBA Europa (1995), FIBA EuroStar (1996)